# Triple terapia
La triple terapia es un tratamiento médico tiene como objetivo detener la bacteria Helicobacter pylori. Consiste en tomar de una a dos semanas de antibióticos (como claritromicina y amoxicilina) junto con inhibidores de la bomba de protones tales como omeprazol, lansoprazol o esomeprazol. Generalmente es el régimen de tratamiento para eliminar la bacteria y tratar los síntomas presentes, incluyendo úlcera péptica o gastritis.